# زندگی یک رؤیاست
زندگی یک رؤیاست (اسپانیایی: La vida es sueño‎) نمایشنامه‌ای اسپانیایی است نوشتهٔ پدرو کالدرون د لا بارکا. این اثر اولین بار در سال ۱۶۳۶، در دو ویرایش مختلف، اولی در مادرید و دومی در ساراگوسا انتشار یافت. این نمایشنامه نوعی تمثیل فلسفی در رابطه با وضعیت انسان و راز زندگی است. از این اثر به عنوان «نمونه عالی نمایشنامه در عصر طلایی اسپانیا» یاد می‌شود.
خط سیر داستان مبتنی بر زندگی سگیسموندو، شاهزادهٔ خیالی لهستان است که توسط پدرش شاه باسیلیو در برجی زندانی شده‌است. علت این زندانی شدن پیشگویی وحشتناکی است که به شاه دربارهٔ پسرش رسیده‌است. بر اساس این پیشگویی شاهزاده برای کشور فاجعه و برای پادشاه مرگ خواهد آفرید. باسیلیو سگیسموندو را برای مدتی کوتاه آزاد می‌کند، اما وقتی می‌بیند شاهزاده در حال خشم و لجام‌گسیختگی است، او را مجدداً زندانی کرده و متقاعدش می‌سازد که همهٔ چیزهایی که دیده رؤیایی بیش نبوده‌است.
مضامین اصلی نمایشنامه تضاد بین اختیار و سرنوشت و نیز احیای شرافت فردی هستند.
زندگی یک رؤیاست یکی از بهترین آثار شناخته‌شده و نیز مورد مطالعه‌ترین نمایشنامهٔ کالدرون است که توسط ایندیپندنت به عنوان یکی از ۴۰ نمایشنامه برتر در تمام زمان‌ها در نظر گرفته شده‌است. مضامین دیگر اثر عبارتند از رؤیاها در مقابل واقعیات و تضادهای میان بین پدر و پسر. بر اساس این نمایشنامه، فیلم‌ها، رمان‌ها و اپراهایی ساخته شده‌است.